# Карбе
Карбе́ (фр. Chutes du Carbet) — серия водопадов на реке Гранд-Карбе в Гваделупе, Заморском департаменте Франции. Расположены на Наветренных островах на востоке Вест-Индийского региона. Это три каскада водопадов среди тропического леса на нижних склонах вулкана Суфриер. Водопады являются самой знаменитой туристической точкой в Гваделупе, собирая примерно 400 000 человек ежегодно.
В 1493 году Христофор Колумб отметил водопады Карбе в своём журнале.

## Описание

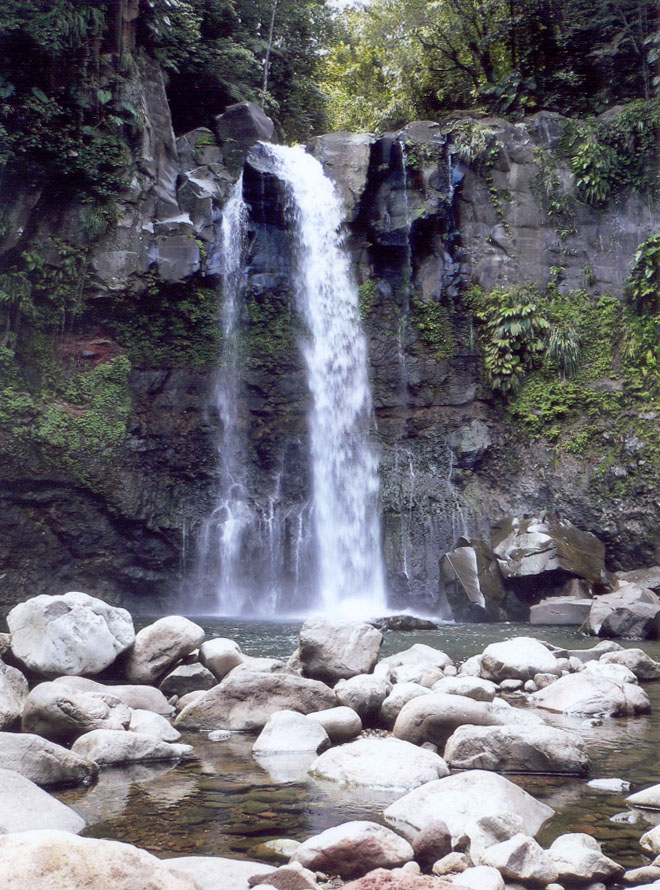
Третий водопад

Первый и самый высокий водопад падает более чем на 125 метров. Посетители достигают его длинным, крутым подъёмом на 900 метров. Второй водопад посещает больше людей по сравнению с третьим вследствие наличия мощёной дорожки. Вокруг него могут легко быть найдены горячие источники, включая небольшую купальню. Путь займёт около 20 минут от стоянки, требуя от вас подъёма на 660 метров. Третий и последний водопад составляет 20 метров в высоту и имеет наибольшую мощность в Гваделупе. До него можно добраться только пешком и только опытным туристам.

## Происшествия
После землетрясения в 2004 году несколько кубометров грунта сорвались с утёса у второго водопада. Для обеспечения безопасности администрация парка ограничила доступ к этому водопаду, разрешив проход только к мосту ниже по течению. Проливные дожди в 2005 и 2009 годах только усугубили проблему, сделав местность ещё более неустойчивой.